# ポルト・リコ米国軍政府

ポルト・リコ米国軍政府
United States Military Government of Porto Rico（英語）
Gobierno militar estadounidense de Puerto Rico（スペイン語）

国歌: Hail, Columbia（英語）
コロンビア万歳

ポルト・リコ米国軍政府（ポルト・リコべいこくぐんせいふ、英語: United States Military Government of Porto Rico）は、プエルトリコに置かれていたアメリカ合衆国の暫定軍事政府である。
米西戦争の1898年に設立され、アメリカとスペイン両国はパリ条約に調印したことで、プエルトリコはアメリカに譲渡され、その翌年には名称をポルト・リコに変更した。1900年に、当時のアメリカ合衆国大統領であるウィリアム・マッキンリーがフォラカー法に署名し、アメリカの自治的・非自治的領域となった。